# James Beckwourth
James Pierson Beckwourth (contea di Frederick, 26 aprile 1798 – Denver, 29 ottobre 1866) è stato un esploratore statunitense, oltre che trapper e commerciante di pellicce.
Mulatto afroamericano nato in schiavitù in Virginia, si trasferì nel West. Montanaro cacciatore, visse con i Crow per anni.
Nel 1822 si aggregò al gruppo di uomini di William H. Ashley e diventò uno dei più famosi cacciatori di pellicce di castoro come componente della Rocky Mountain Fur Company
A lui dobbiamo la scoperta del Beckwourth Pass in Sierra Nevada. Questo attirò a Reno e Portola moltissimi minatori durante la corsa all'oro californiana.
Beckwourth narrò la sua biografia a Thomas D. Bonner, un giudice di pace itinerante.
Questo libro fu pubblicato a New York e Londra nel 1856, col titolo di The Life and Adventures of James P. Beckwourth: Mountaineer, Scout and Pioneer, and Chief of the Crow Nation of Indians.
Beckwourth divenne un modello di integrazione razziale per aver vissuto con i Crow per molti anni e per essere stato il primo pioniere afroamericano.
Il census-designated place di Beckwourth, nella contea di Plumas in California, deve a lui il proprio nome.